# 2023年東京馬拉松
2023年東京馬拉松（英語：Tokyo Marathon 2023）於2023年3月5日舉辦，是日本东京的马拉松比賽，世界田徑總會白金標籤（Platinum）認證暨世界馬拉松大滿貫賽事之一。賽事有馬拉松以及10.7公里兩個競賽項目，兩組總計38,423位跑者報名，最終36,751人完賽。

## 關於比賽
本屆賽事同時是2023年世界田径锦标赛和2022年杭州亞運會馬拉松項目的日本代表選拔賽，也是日本田徑協會認可的第二屆「日本馬拉松錦標系列賽」之一。

### 主視覺及宣傳標語
宣傳標語為「One Step Ahead」（向前一步）。主視覺以各形各色的襪子和鞋子穿搭，除了象徵每個人都能用自己的步調前進，完成比賽外，更傳達出在疫情後，社會對多元文化包容的提升。

### 菁英選手
本屆東京馬拉松共邀請國際選手17位、國內選手12位，按官方名冊排序。

#### 國際邀請選手
| 男子選手                            | 個人最佳成績 ／創紀錄賽事        |
| ----------------------------------- | -------------------------------- |
| 西塞·萊馬（埃塞俄比亚）             | 2:03:36 ／2019年柏林馬拉松       |
| 貝爾納·基普羅普·科赫（肯尼亚）      | 2:04:09 ／2021年阿姆斯特丹馬拉松 |
| 西普里安·基穆戈爾·科圖特（肯尼亚）  | 2:04:47 ／2022年漢堡馬拉松       |
| 史蒂芬·基薩（乌干达）               | 2:04:48 ／2022年漢堡馬拉松       |
| 德索·格爾米薩（埃塞俄比亚）         | 2:04:53 ／2020年瓦倫西亞馬拉松   |
| Titus Kipruto（肯尼亚）             | 2:04:54 ／2022年阿姆斯特丹馬拉松 |
| Mohamed Esa（埃塞俄比亚）           | 2:05:05 ／2022年阿姆斯特丹馬拉松 |
| Deme Tadu Abate（埃塞俄比亚）       | 2:06:13 ／2019年阿姆斯特丹馬拉松 |
| 穆罕默德·雷達·艾爾·阿拉拜（摩洛哥） | 2:06:55 ／2022年巴黎馬拉松       |
| 卡梅隆·萊文斯（加拿大）             | 2:07:09 ／2022年世界田径锦标赛   |

| 女子選手                       | 個人最佳成績 ／創紀錄賽事        |
| ------------------------------ | -------------------------------- |
| 阿謝忒·貝克雷（埃塞俄比亚）    | 2:17:58 ／2021年東京馬拉松       |
| 羅斯瑪麗·萬吉魯（肯尼亚）      | 2:18:00 ／2021年柏林馬拉松       |
| Tigist Abayechew（埃塞俄比亚） | 2:18:03 ／2022年柏林馬拉松       |
| 瓊·凱里莫（羅馬尼亞）          | 2:18:04 ／2022年首爾國際馬拉松   |
| Worknesh Edesa（埃塞俄比亚）   | 2:18:51 ／2022年柏林馬拉松       |
| 謝伊·格梅丘（埃塞俄比亚）      | 2:18:59 ／2022年阿姆斯特丹馬拉松 |
| 琳賽·弗拉納根（美国）          | 2:24:35 ／2022年黃金海岸馬拉松   |

#### 國內邀請選手
鈴木健吾因右腿髋关节不適，2月17日透過所屬實業團富士通發佈退賽聲明。
| 男子選手 | 個人最佳成績 ／創紀錄賽事      | 所屬實業團       |
| -------- | ------------------------------ | ---------------- |
| 鈴木健吾 | 2:04:56 ／2021年琵琶湖馬拉松   | 富士通           |
| 大迫傑   | 2:05:29 ／2023年東京馬拉松     | Nike東京         |
| 土方英和 | 2:06:26 ／2021年琵琶湖馬拉松   | 旭化成           |
| 細谷恭平 | 2:06:35 ／2021年琵琶湖馬拉松   | 黑崎播磨株式會社 |
| 井上大仁 | 2:06:47 ／2021年琵琶湖馬拉松   | 三菱重工业       |
| 吉田祐也 | 2:07:05 ／2020年福岡國際馬拉松 | GMO網際網路      |
| 其田健也 | 2:07:14 ／2022年柏林馬拉松     | 東日本旅客鐵道   |
| 小山直城 | 2:08:59 ／2021年東京馬拉松     | 本田技研工业     |

| 女子選手 | 個人最佳成績 ／創紀錄賽事          | 所屬實業團     |
| -------- | ---------------------------------- | -------------- |
| 一山麻緒 | 2:20:29 ／2020年名古屋女子馬拉松   | 資生堂         |
| 松田瑞生 | 2:20:52 ／2022年大阪國際女子馬拉松 | 大發工業       |
| 細田愛   | 2:21:42 ／2022年倫敦馬拉松         | 株式會社愛電王 |
| 松下菜摘 | 2:23:05 ／2022年大阪國際女子馬拉松 | 天滿屋         |

## 比賽結果

### 男子組
由19位選手組成的領先集團用時1小時28分38秒完成30公里賽程，當時領跑者為日本選手井上大仁。進行到37.2公里，肯尼亚的Titus Kipruto等四位國際選手開始加速並脫離集團。最終，在終點線前的衝刺中，埃塞俄比亚選手德索·格爾米薩以些微差距贏得本屆賽事的冠軍。
短暫退役又宣布復出的大迫傑，在40公里處因側腹痛造成其配速節奏愈發混亂，在終點前1公里被其田健也超越，以第9名完賽並獲得2023年日本奧運馬拉松選拔賽的參賽資格。山下一貴、其田健也、西山和彌三人成功達到2023年世界田径锦标赛男子馬拉松比賽參賽標準，取得日本選手權資格。
| 排名 | 選手                           | 完賽時間 （時:分:秒） |
| ---- | ------------------------------ | --------------------- |
| 金牌 | 德索·格爾米薩（埃塞俄比亚）    | 2:05:22               |
| 銀牌 | Mohamed Esa（埃塞俄比亚）      | 2:05:22               |
| 銅牌 | Tsegaye Getachew（埃塞俄比亚） | 2:05:25               |
| 4    | Titus Kipruto（肯尼亚）        | 2:05:32               |
| 5    | 卡梅隆·萊文斯（加拿大）        | 2:05:36 PB NR         |
| 6    | Deme Tadu Abate（埃塞俄比亚）  | 2:05:38 PB            |
| 7    | 山下一貴（日本）               | 2:05:51 PB            |
| 8    | 其田健也（日本）               | 2:05:59 PB            |
| 9    | 大迫傑（日本）                 | 2:06:13               |
| 10   | 井上大仁（日本）               | 2:07:09               |

### 女子組
松田瑞生賽前就表達了她想要突破日本女子馬拉松紀錄的意願，在賽中亦保持著較快的節奏。一山麻緒則因去年底左側肋骨疲劳性骨折的傷勢影響，未能充分備賽，10公里賽程以32分37秒通過後便脫離了領先集團。
從青森山田中学高等学校畢業的肯尼亚留學生羅斯瑪麗·萬吉魯，在賽程進行至30公里後開始提速。到了40公里時，她已與第二名埃塞俄比亚選手謝伊·格梅丘建立了19秒的差距。最終順利奪冠，並打破了於2021年柏林馬拉松創下的個人最佳紀錄。
| 排名 | 選手                         | 完賽時間 （時:分:秒） |
| ---- | ---------------------------- | --------------------- |
| 金牌 | 羅斯瑪麗·萬吉魯（肯尼亚）    | 2:16:28 PB            |
| 銀牌 | 謝伊·格梅丘（埃塞俄比亚）    | 2:16:56 PB            |
| 銅牌 | 阿謝忒·貝克雷（埃塞俄比亚）  | 2:19:11               |
| 4    | Worknesh Edesa（埃塞俄比亚） | 2:20:13               |
| 5    | 貝琪·塞娜（美国）            | 2:21:40 PB            |
| 6    | 松田瑞生（日本）             | 2:21:44               |
| 7    | 細田愛（日本）               | 2:22:08               |
| 8    | 琳賽·弗拉納根（美国）        | 2:26:08               |
| 9    | 森田香織（日本）             | 2:26:31               |
| 10   | 阿部有香里（日本）           | 2:28:20               |

## 註解
1. ↑  日本女子馬拉松紀錄為野口水木於2004年雅典奧運所創下的2小時19分12秒